# Teylingen
Teylingen est une commune des Pays-Bas de la province de la Hollande-Méridionale. Elle a été créée le 1er janvier 2006, après la fusion des anciennes communes de Sassenheim, de Voorhout et de Warmond.